# Kienberg
Kienberg es una comuna suiza del cantón de Soleura, ubicada en el distrito de Gösgen. Limita al norte con la comuna de Wittnau (AG), al este con Wölflinswil (AG) y Oberhof (AG), al sur con Erlinsbach (AG) y Erlinsbach, y al oeste con Oltingen (BL) y Anwil (BL).